# Ampelisca shoemakeri
Ampelisca shoemakeri är en kräftdjursart som beskrevs av Jerry Laurens Barnard 1954. Ampelisca shoemakeri ingår i släktet Ampelisca och familjen Ampeliscidae. Inga underarter finns listade i Catalogue of Life.